# 维勒居西安勒拉克 (旧市镇)
维勒居西安勒拉克（法語：Villegusien-le-Lac，法語發音：[vilɡyzjɛ̃ lə lak]）是法国上马恩省的一个旧市镇，属于朗格勒区。2016年，维勒居西安勒拉克与市镇厄耶科通合并为新的维勒居西安勒拉克。

## 地理
维勒居西安勒拉克（47°44'10"N, 5°19'12"E）面积29.94 平方千米，位于法国大東部大區上马恩省，该省份为法国东北部内陆省份，北起马恩省和默兹省，西接奥布省，西南接科多尔省，东南接上索恩省，东临孚日省。
与维勒居西安勒拉克接壤的市镇（或旧市镇、城区）包括：拜塞、沙西尼、多马里安、厄耶科通、隆若-佩尔塞、勒蒙索若奈、圣布鲁万莱福斯、下韦尔塞耶、上韦尔塞耶。

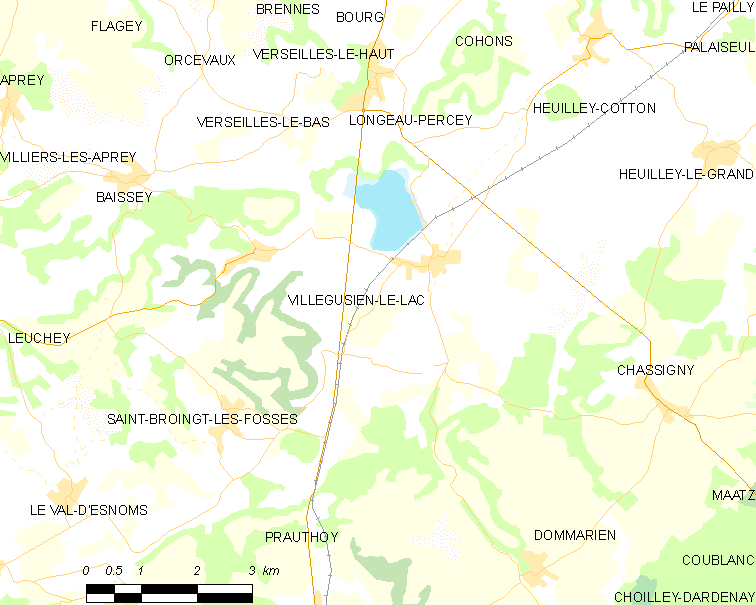
的OSM定位图

维勒居西安勒拉克的时区为UTC+01:00、UTC+02:00（夏令时）。

## 行政
维勒居西安勒拉克的邮政编码为52190、52600，INSEE市镇编码为52529。

## 政治
维勒居西安勒拉克所属的省级选区为维勒居西安勒拉克县。

## 人口

1962-2008年间人口变化图示

维勒居西安勒拉克于2018年1月1日时的人口数量为700人。